# بادي كلارك
بادي كلارك (بالإنجليزية: Buddy Clark)‏ هو موسيقي وصحفي ومغني أمريكي، ولد في 1911 في دورشستر ‏ في الولايات المتحدة، وتوفي في 1 أكتوبر 1949 في لوس أنجلوس في الولايات المتحدة.

## وصلات خارجية
- الموقع الرسمي
- بادي كلارك على موقع IMDb (الإنجليزية)
- بادي كلارك على موقع ميوزك برينز (الإنجليزية)
- بادي كلارك على موقع قاعدة بيانات برودواي على الإنترنت (الإنجليزية)
- بادي كلارك على موقع قاعدة بيانات الأفلام السويدية (السويدية)
- بادي كلارك على موقع إن إن دي بي (الإنجليزية)
- بادي كلارك على موقع ديسكوغز (الإنجليزية)
- بادي كلارك على موقع قاعدة بيانات الفيلم (الإنجليزية)
- بادي كلارك على موقع كينوبويسك (الروسية)